# 比奈
比奈（ひな）は、静岡県富士市の大字。丁番を持たない単独町名である。住居表示は実施されていない。郵便番号は417-0847。東部ブロック・吉永地区に属する。

## 地理
富士市東部に位置し、南北に長い町域を有する。北部は山野部であり、南部の平地には製紙工場が蝟集している。

## 歴史
古くは富士郡比奈村であった。この地名については、古代の姫名郷の遺称地名であるとみられている。地名を示す古い資料として、慶長14年（1609年）の『富士之郡下方比奈村寺領御縄打水帳』（玉泉寺文書）が残されている。
- 1889年（明治22年）3月1日 - 桑崎村、石井村、間門村、鵜無ヶ淵村、富士岡村と合併し吉永村比奈となる。
- 1955年（昭和30年）2月11日 - 新設合併により生れた新・吉原市の一部となる。
- 1966年（昭和41年）11月1日 - 新設合併により生れた富士市の一部となる[7]。

## 世帯数と人口
2020年（令和2年）7月1日現在の、世帯数と人口は以下の通りである。
| 町丁 | 世帯数    | 人口    |
| ---- | --------- | ------- |
| 比奈 | 1,864世帯 | 4,500人 |

## 小・中学校の学区
市立小・中学校に通う場合、学区は以下の通りとなる。
| 町丁 | 町内会                           | 小学校                 | 中学校                 |
| ---- | -------------------------------- | ---------------------- | ---------------------- |
| 比奈 | 中比奈町1・2・3、西比奈町1・2・3 | 富士市立吉永第一小学校 | 富士市立吉原第三中学校 |
| 比奈 | 上記を除く町内会                 | 富士市立吉永第一小学校 | 富士市立吉原東中学校   |

## 旧跡・伝説

### かぐや姫・竹採塚
富士地区（富士宮市・富士市）にはかぐや姫説話が伝わっており、比奈はその由緒地とされている。
現在も「籠畑」「赫夜姫」という小字や「見返坂」という坂が地域内に存在するほか、吉原第三中学校東側の竹藪の中に「竹採塚」と呼ばれる塚が存在する。
「竹採塚」は大正年間に編纂された『吉永村誌』に「苔結ンデ其ノ頗ル古代碑タルヲ知ル」と記されており、ここが竹取翁や姫のいたところと伝えられている。塚の周辺は近年「竹採公園」として整備され、毎年中秋の名月の頃に「姫名の里まつり」が開催されている。
比奈の竹藪がかぐや姫の生れたところと伝えられてきた理由として、郷土史家の鈴木富男は、「倭明抄」にこの付近を「姫名郷」としていること、「古今為家抄」「古今和歌集序聞書」に「欽明天皇御宇駿河国の浅間の郡に竹取翁といふ老人あり」と記していることなどが大きな原因ではないかとしている。

### お菊田の伝承

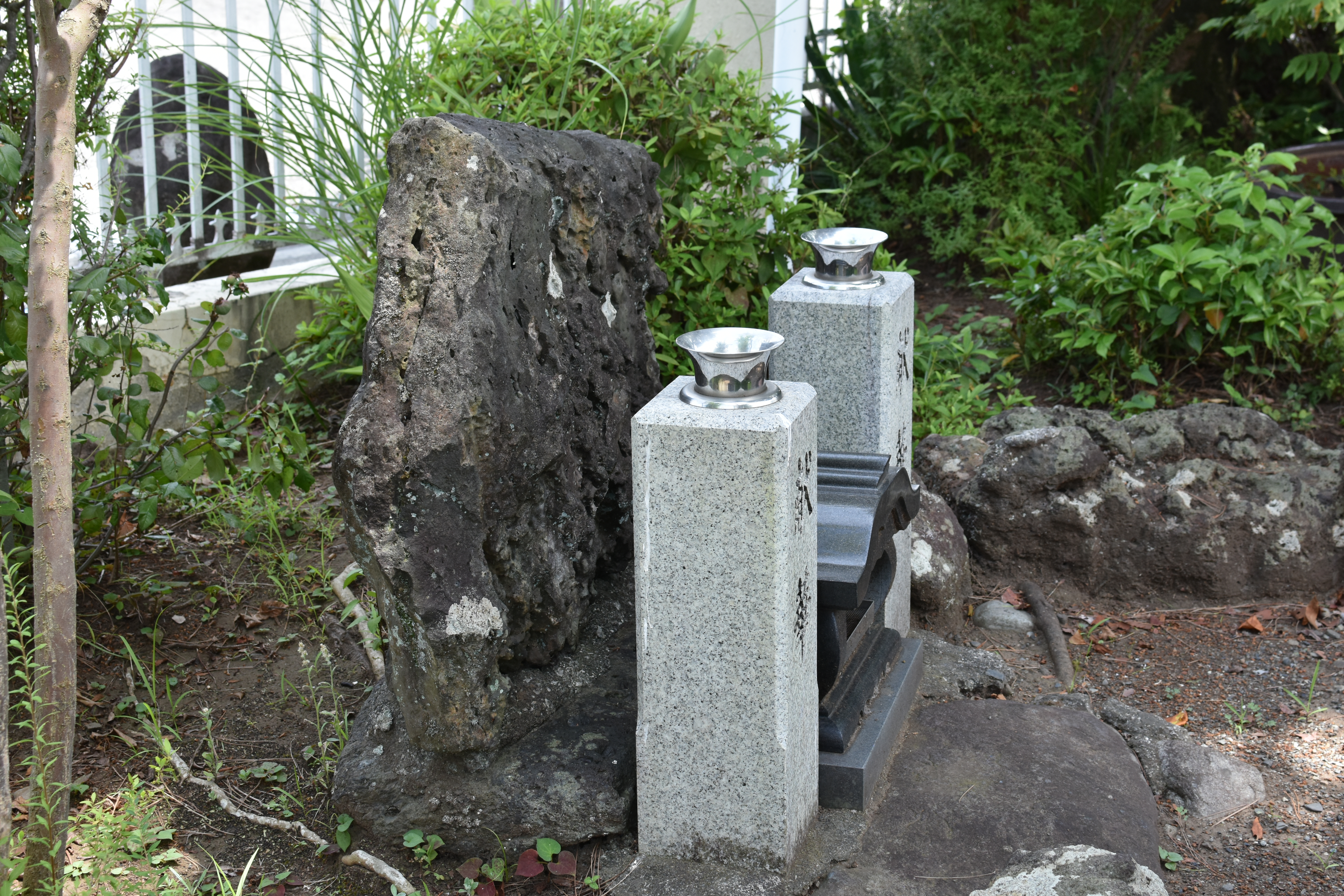
お菊塚

比奈には田植え女性「お菊」にまつわる「お菊田」の伝承があり、主に民俗学の分野で取り上げられてきた。初見は山中共古『吉居雑話』であり、内容は以下の通りである。
このような田植えの日に女性が死するという伝承が各地に存在し、民俗学者である柳田國男や中山太郎が比奈のお菊田の伝承を取り上げている。
現在はこの伝承から派生ないし改変された話が、当地では紹介されている。富士市立昭和幼稚園の片隅に「お菊塚」があり、毎年6月上旬に「お菊まつり」が行われている。

## 交通

### 道路
- 東名高速道路
- 静岡県道22号三島富士線（根方街道）
- 静岡県道76号富士富士宮由比線
- 静岡県道169号吉永吉原停車場線

### 路線バス
- 富士急静岡バス

### 鉄道
- 岳南電車岳南線比奈駅

## 施設
- 竹採公園
- 昭和幼稚園
- リズム保育園
- 富士市東部児童館
- 富士市立吉永第一小学校
- 富士市立吉原東中学校
- 富士市立吉原第三中学校
- 富士市立高等学校
- 静岡県立吉原工業高等学校
- 昭和自動車学校 - 住所は「富士市比奈字赫夜姫2220-1」。
- 丸富製紙本社
- 日本製紙富士工場吉永製造部